# Djehutinacht
Djehutinacht (Thot ist stark) war ein altägyptischer Beamter, der am Ende der 11. Dynastie um 2000 v. Chr. lebte. Er ist bisher nur von seinem dekorierten Grab in Dair al-Berscha (Grabnummer 17K74/1) bekannt. Er war im Amt unter dem Gaufürsten Ahanacht I., der wahrscheinlich wiederum unter König Mentuhotep II. amtierte. Djehutinacht trug diverse Titel; er war königlicher Siegler (Ḫtm.tj-bjtj), einziger Freund, aber auch Vorsteher der Jäger und Vorsteher der Arbeiten in der Region. Andere Titel bezeugen Aufgaben im Wirtschaftstrakt einer Institution, vielleicht am Hof von Ahanacht I.
Die kleine Grabkapelle des Djehutinacht ist mit Inschriften und Szenen dekoriert. Die Dekoration ist als flaches, versunkenes Relief in den Stein geschnitten. Die Fassade der in den Fels gehauenen Grabkapelle ist mit einer Inschrift dekoriert, die Djehutinacht, aber auch Ahanacht nennt. Die Ostwand der Kapelle zeigt eine Opferformel. Darunter sind Opfer namentlich aufgeführt und man findet einen Aufzug von Bediensteten, die Rinder vorführen. Djehutinacht ist zweimal (in zwei Registern) sitzend dargestellt. Die Westwand ist mit einer Scheintür, aber auch mit einer langen Idealbiographie dekoriert. Die Nord- und Südwand zeigen Grabbeigaben. Die eigentliche Grabkammer liegt unterhalb der Kapelle und kann durch einen Schacht erreicht werden. Das Grab des Djehutinacht findet sich zusammen mit zwei anderen Gräbern unterhalb des Grabes des Gaufürsten Ahanacht, womit das Abhängigkeitsverhältnis auch im Friedhof ausgedrückt ist.